# Bittacus chevalieri
Bittacus chevalieri är en näbbsländeart som först beskrevs av Navás 1908.  Bittacus chevalieri ingår i släktet Bittacus och familjen styltsländor. Inga underarter finns listade i Catalogue of Life.